# Ernest Adjovi
Ernest Adjovi, de son vrai nom Ernest Coovi Adjovi, né au Bénin, est un entrepreneur béninois et fondateur des Koras Music Awards en 1994, qui récompensent chaque année les meilleurs musiciens du continent africain.  

## Biographie

### Création des KORA Awards et sa vision panafricaine
Ernest Coovi Adjovi, entrepreneur béninois, fonde en 1994 les KORA All Africa Music Awards, une cérémonie visant à récompenser l'excellence musicale en Afrique subsaharienne. Le nom "KORA" fait référence à un instrument de musique traditionnel d'Afrique de l'Ouest. La première édition a lieu en 1996 à Johannesburg, en Afrique du Sud, et l'événement gagne rapidement en prestige, attirant des artistes de renom tels que Miriam Makeba, Angélique Kidjo, Salif Keita et même des stars internationales comme Michael Jackson et Rihanna.

## Controverse

### Litige en Namibie
En décembre 2015, la Namibia Tourism Board (NTB) verse 23,5 millions de dollars namibiens (environ 1,5 million USD) à la société Mundial Telecom SARL, dirigée par Ernest Adjovi, pour organiser les KORA Awards à Windhoek en mars 2016. Ce financement incluait également une campagne de promotion touristique de la Namibie à travers des clips diffusés sur des chaînes africaines. La cérémonie n'ayant jamais eu lieu, la NTB intente une action en justice pour récupérer les fonds, arguant que l'accord stipule un remboursement sous 60 jours en cas d'annulation de l'événement. En janvier 2022, la Haute Cour de Windhoek a ordonné à Mundial Telecom de rembourser les 23,5 millions de dollars namibiens, avec un intérêt annuel de 20 % à compter de juillet 2016 . En mars 2024, la Cour suprême confirme ce jugement, rejetant l'appel de Mundial Telecom. Le juge Dave Smuts souligne que l'entreprise avait accepté les paiements tardifs de la NTB et ne pouvait donc pas invoquer ce motif pour annuler l'accord.

## Engagement politique
En 2013, Ernest exprime son inquiétude face à une possible révision constitutionnelle visant à permettre un troisième mandat au président d'alors, Boni Yayi.
Lors de l'élection présidentielle de 2016, il soutient la candidature de l'homme d'affaires Sébastien Ajavon  et félicite  le candidat Patrice Talon après sa victoire au deuxième tour contre Lionel Zinsou ,